# Бод, Петер Акош
Петер Акош Бод (Péter Ákos Bod) — венгерский политический деятель, депутат Национального собрания (1990—1991), министр промышленности и торговли (1990—1991), президент Национального банка Венгрии (1991—1994).
Родился в Сигетваре 28 июля 1951 года в семье учителей. Один из его предков — Петер Бод (1712—1769), трансильванский реформатский пастор, историк церкви и литературы.
Окончил среднюю школу имени Ференца Фёльдеса (1970) и экономический факультет Университета Карла Маркса в Будапеште (1975).
С 1975 по 1990 год работал в Институте плановой экономики Госплана: научный сотрудник, начальник отдела. В 1986 году защитил кандидатскую диссертацию.
В 1990—1991 гг. депутат Национального собрания Венгрии по избирательному округу Веспрем.
Министр промышленности и торговли с апреля 1990 по декабрь 1991 года в правительстве Йожефа Анталла. Президент Национального банка Венгрии (декабрь 1991 — декабрь 1994). Избран на 6 лет, ушёл в отставку в середине срока под давлением социалистического правительства во главе с Дьюлой Хорном.
Член Правления Европейского банка реконструкции и развития (январь 1995 — декабрь 1997), представлял экономические интересы Венгрии, Чехии, Словакии и Хорватии. В 1996 году вступил в Венгерскую демократическую народную партию, вышел из неё в 2001 году.
Профессор-исследователь Веспремского университета (1998—2000). Профессор Кальвинистского университета Кароли Гаспара, Будапешт (1998—2010). С 2000 по 2019 г. профессор, директор Института экономики, начальник департамента экономической политики Будапештского университета Корвина. С 2019 года эмеритированный профессор там же.
Главный экономический советник премьер-министра в первом кабинете Виктора Орбана (1998-2002). В 2006 году - один из кандидатов на пост премьер-министра.
В 2014 году присвоена учёная степень доктора Венгерской академии наук.
Сферы научных интересов: экономический суверенитет, экономическая безопасность.
Награды: похвальная медаль Президента Венгерской Республики (2005), Средний крест Республики (2011).
С 2008 года вице-президент Венгерского экономического общества.
Сочинения:
- Csúcstechnikát: hazai módon?!: esettanulmány a Szerszámgépipari Művekről. MTA Közgazdaságtudományi Intézet, 1985 — Всего страниц: 134.
- Gazdaságpolitika: intézmények, döntések, következmények. Aula, 2002 — Всего страниц: 283.
- Bevezetés a gazdaságpolitikába. Aula, 2006 — Всего страниц: 208.
- Nem szokványos gazdaságpolitikák — évtizedek óta. Akadémiai Kiadó, 2014 — Всего страниц: 235.
- Gazdasági fejlődés és tudás. 2023. Gondolat, Budapest. ISBN 978 963 556 446 0
- Geld- und Währungspolitik in kleinen, offenen Volkswirtschaften.: Österreich, Schweiz, Osteuropa. Péter Ákos Bod. Erwin W. Heri. Eduard Hochreiter. Berlin : Duncker & Humblot. 1994.

Первым браком был женат на Каталин Моностори (1974, развод 2006). От неё дочь Жофия 1977 г.р. В 2008 году женился на Леде Сёньи. От неё двое детей, Петер (2009) и Мартон (2011).